# Fuerza de Tareas 80
La Fuerza de Tareas Aeronaval o Fuerza de Tareas 80 (FT 80) fue una fuerza de tareas de la Armada Argentina constituida por la Aviación Naval para sus operaciones en guerra de las Malvinas.

## Creación
Tras la recuperación de las Malvinas el Gobierno del Reino Unido puso en vigencia la Operación Corporate, cuyo objetivo era invadir y tomar el control de las islas desalojando a los argentinos. Para materializar esa empresa las Fuerzas Armadas británicas conformaron la Fuerza de Tareas 317. Entonces la Junta Militar ordenó la preparación de todas las fuerzas argentinas. El Comando de la Aviación Naval (COAN) creó la Fuerza de Tareas Anfibias-Fuerza de Tareas 80 (FT 80) para integrarla al Teatro de Operaciones del Atlántico Sur (TOAS).

## Misión
Eliminar al enemigo en oportunidad favorable y apoyar los requerimientos de apoyo logístico propios a fin de contribuir la consolidación de las islas Malvinas, impedir su recuperación por parte del enemigo y apoyar las acciones de la Gobernación Militar.

## Organización
Organización de la Fuerza de Tareas 80:
- Comandante: contraalmirante Carlos García Boll
- 2.º comandante: capitán de navío Raúl Rivero
- Jefe de Estado Mayor: capitán de navío Carmelo I. Astesiano
- Jefe de Operaciones: capitán de navío Juan M. Saralegui
- Jefe de Logística: capitán de fragata Julio Tourne
- Jefe de Personal: capitán de fragata Alberto Olcese
- Jefe de Inteligencia: capitán de fragata Juan Imperiale
- Comandante del Grupo de Tareas 80.1: capitán de navío Héctor Martini
- Comandante del Grupo de Tareas 80.2: capitán de fragata Luis Vázquez
- Comandante del Grupo de Tareas 80.3: capitán de fragata Jorge Czar
- Comandante del Grupo de Tareas 80.4: capitán de navío Jorge Vildoza

## Equipamiento
El equipamiento de la Fuerza de Tareas Aeronaval en la campaña de Malvinas de 1982 fue un total de 60 aeronaves:
- T-34C-1 Turbo Mentor
- Aermacchi MB-326
- Aermacchi MB-339
- Beechcraft King Air B-200
- Beechcraft Queen Air B-80
- SP-2H Neptune
- S-2A Tracker
- S-2E Tracker
- Sikorsky S-61D-4 Sea King
- Embraer EMB 111 Patrulha
- Dassault-Breguet Super Étendard
- Douglas A-4Q Skyhawk
- AI09 Alouette
- Lockheed L-188PF Electra
- Fokker F28 MK-3000 Fellowship

## Bases

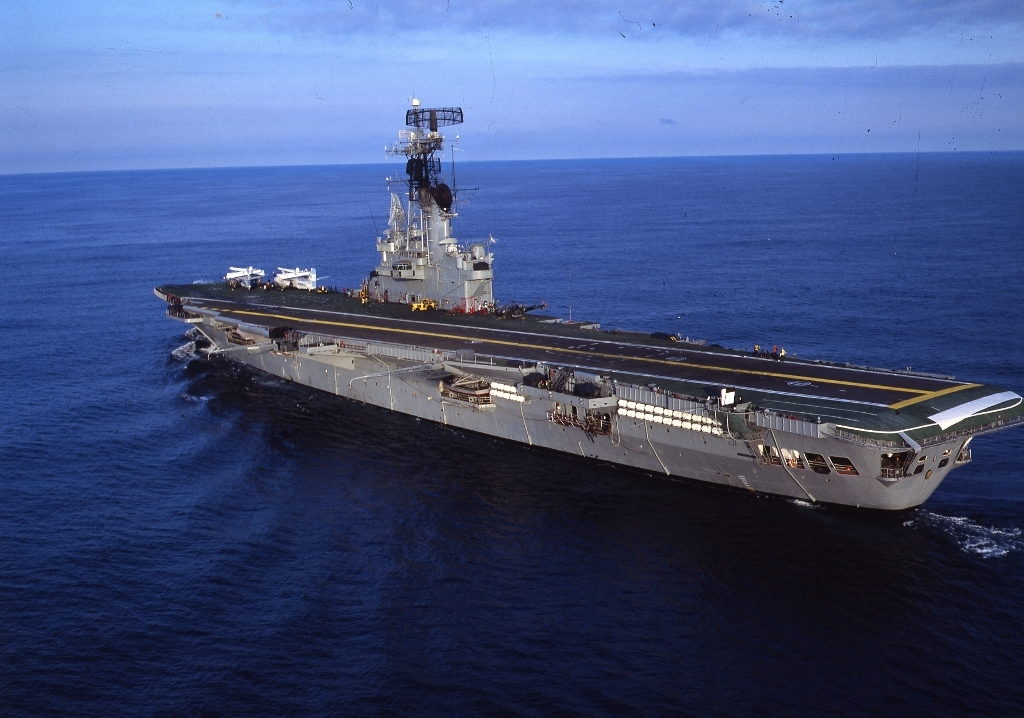
Portaviones ARA Veinticinco de Mayo

Las bases de la Fuerza de Tareas Aeronaval, de norte a sur, fueron las siguientes:
- Base Aeronaval Ezeiza
- Base Aeronaval Punta Indio
- Base Aeronaval Comandante Espora
- Base Aeronaval Almirante Zar
- Aeropuerto de Viedma
- Estación Aeronaval Río Gallegos
- Base Aeronaval Río Grande-Almirante Quijada
- Base Aeronaval Ushuaia
- Estación Aeronaval Malvinas
- Estación Aeronaval Calderón

La FT 80 además contaba con el portaviones ARA Veinticinco de Mayo (POMA), que integraba el Grupo de Tareas 79.1 de la Fuerza de Tareas 79.

## Preparativos
La Fuerza de Tareas 80 redactó su Plan de Operaciones, por el cual definía su organización, situación, fuerzas enemigas, fuerzas amigas, unidades agregadas, misión, ejecución e instrucciones de coordinación.

## Coordinación con la Fuerza Aérea Argentina
El Comando de la Aviación Naval —COAN— y el Comando de Operaciones Aéreas —COA— convinieron la constitución de grupos asesores y el desarrollo de ataques conjuntos. Los militares argentinos aeronáuticos y navales satisficieron recíprocamente requerimientos producidos por las carencias de equipamiento y entrenamiento respectivas para enfrentar la guerra aeronaval que habría de producirse. En este sentido, el COAN designó un equipo de oficiales superiores y jefes a fin de integrarse al Estado Mayor de la Fuerza Aérea Sur en calidad de asesores y coordinadores en materia de operaciones militares aeronavales.

## Legado
Se otorgó al Comando de la Aviación Naval la condecoración «Honor al Valor en Combate» «en reconocimiento por los hechos heroicos y acciones de mérito extraordinarios realizados en operaciones durante la campaña Malvinas».
Cada 4 de mayo la Armada Argentina celebra el Día de la Aviación Naval conmemorando la operación con la que logró eliminar al HMS Sheffield.